# Alfred Bekefi
 (mai 2019).
Si vous disposez d'ouvrages ou d'articles de référence ou si vous connaissez des sites web de qualité traitant du thème abordé ici, merci de compléter l'article en donnant les références utiles à sa vérifiabilité et en les liant à la section « Notes et références ».
Alfréd Békefi, né le 11 janvier 1844 et mort à Saint-Pétersbourg le 8 août 1925, est un danseur hongrois du théâtre Bolchoï (1876-1883) puis du théâtre Mariinski (1883-1905).

## Biographie
Il naît sous le nom d'Aladar Bekefi en Hongrie dans la famille du maître de ballet hongrois Friedrich Bekefi, le 11 janvier 1843 et apprend la danse dès son plus jeune âge. Ensuite, il parcourt l'Europe dans des tournées de ballet.
C'est en 1865 qu'il se produit pour la première fois en Russie dans différents théâtres privés, jusqu'à la fin de la saison 1866. Il revient à Moscou dix ans plus tard en 1876 au Bolchoï, engagé dans la troupe des Ballets impériaux sur cette scène jusqu'en 1883. Il participe à deux premières du Lac des cygnes. En effet la première production de ce ballet de Tchaïkovski a lieu le 4 mars 1877 sur la scène du Bolchoï dans une première chorégraphie de Julius Reisinger; mais ce spectacle ne rencontre pas le succès. Bekefi y interpête La Danse hongroise. En 1882, le maître de ballet Joseph Hansen révise une partie du ballet. Alfred Bekefi y danse le rôle de Siegried. Par la suite, Lev Ivanov et Marius Petipa en font une chorégraphie totalement nouvelle, donnant lieu au chef-d'œuvre actuel dont la première a lieu en 1895.
En 1883, Bekefi est nommé à la troupe du Ballet impérial de Saint-Pétersbourg qui se produit avant tout au Théâtre Bolchoï Kamenny, puis au Théâtre Mariinsky. Il se retire de la scène en 1906, s'étant spécialisé dans des rôles de pantomimes dans les dernières décennies de sa carrière. Il effectue des tournées à Paris, Monte-Carlo, Milan, Rome, Madrid et Vienne. Il est décoré deux fois d'une médaille d'or (1901 et 1904) pour sa carrière,.

## Quelques rôles
- 1877: Le Lac des cygnes (version de Julius Reisinger) — Danse hongroise
- 1879: La Jeune fille de l'enfer (Joseph Hansen) — le prince Kadour
- 1881: Arifa (Joseph Hansen) — Ali-Bakoum
- 1881: Zoraïa ou la Maure en Espagne (Marius Petipa) — Tamarat
- 1882: Le Lac des cygnes (Joseph Hansen) — le prince Siegfried
- Catarina ou la Fille du bandit — Danse de Saltarello
- Le Petit Cheval bossu — Danse de l'Oural
- Graziella (Arthur Saint-Léon) — matelot
- Le Mariage de la grand-mère — Brov
- 1886: Les Pilules magiques (Petipa) — Danse du cerceau
- 1886: L'Édit du roi — Danse des troubadours
- Rouslan et Ludmila, ballet de l'opéra — Danse lezguine
- La Muette de Portici, ballet de l'opéra — Tarentelle
- 1886: La Esmeralda (Petipa) d'après Jules Perrot — Quasimodo[5]
- 1887: La Forêt enchantée (Lev Ivanov) — Iossia
- 1887: La Tulipe de Haarlem (Petipa) —  Andreas
- 1889: Le Talisman (Petipa) —  Nal
- 1890: La Belle au bois dormant (Petipa) — le Chat botté (création)[2]
- 1896: La Halte de cavalerie — le capitaine de cavalerie (création)[2]
- Coppélia (Saint-Léon) — Danse
- Markitanka (Saint-Léon) — Danse
- 1898: Raymonda (Petipa) — Palotas (création)[2]
- 1899: La Esmeralda, nouvelle version (Petipa) — Quasimodo[6]
- 1899: Le Corsaire (Petipa) — Saïd Pacha
- 1902: Don Quichotte (Petipa) — Espada